# Signs (film)
Signs is een Amerikaanse mystery-sciencefictionfilm uit 2002 onder regie van M. Night Shyamalan. De productie werd genomineerd voor onder meer een Bram Stoker Award voor het scenario, een Saturn Award voor beste sciencefictionfilm en een Satellite Award voor het beste geluid.

## Verhaal
Voormalig episcopaal priester Graham Hess woont op een landelijke boerderij in Doylestown, Pennsylvania, met zijn astmatische, jonge tienerzoon Morgan en jonge dochter Bo. Grahams jongere broer Merrill, een mislukte honkbalspeler uit de minor league, helpt het gezin sinds Grahams vrouw Colleen zes maanden eerder omkwam bij een verkeersongeval. Graham verloor zijn geloof en verliet de kerk in de nasleep van het incident.
Wanneer er grote graancirkels verschijnen in het maïsveld van de familie, worden deze in eerste instantie toegeschreven aan vandalen. Wereldwijd beginnen echter andere graancirkels te verschijnen, en lichten van onzichtbare objecten zweven boven veel steden op aarde. Op een nacht jagen Graham en Merrill een figuur het veld in. De volgende dagen ziet Graham er nog een tussen de maïsstengels, gevolgd door vreemde klikgeluiden die via Bo's oude babyfoon worden uitgezonden. Tot grote schrik van de familie duiken er nieuwsbeelden op van wat een buitenaards wezen lijkt.
Nadat hij een telefoontje heeft gekregen van Ray Reddy, de man die verantwoordelijk is voor de dood van zijn vrouw, gaat Graham naar het huis van Reddy en vindt hem buiten in zijn auto. Reddy betuigt zijn spijt over de dood van Colleen en waarschuwt Graham dat er een wezen opgesloten zit in zijn voorraadkast. In de overtuiging dat de aliens water vermijden, vertrekt hij naar een meer in de buurt. Graham komt het huis binnen en tuurt met een keukenmes als spiegel onder de deur van de bijkeuken. Een klauwhand komt tevoorschijn en haalt uit naar Graham; In paniek snijdt hij de vingers af.
Terwijl de wereldwijde invasie van buitenaardse wezens begint, barricadeert de familie zichzelf in hun huis. Als de aliens inbreken, zoekt het gezin onderdak in de kelder. Morgan krijgt een astma-aanval, maar overleeft de nacht. De familie komt de volgende ochtend tevoorschijn nadat de radio meldt dat de aliens de aarde abrupt hebben verlaten alsof iets hen heeft afgeschrikt.
De alien die eerder opgesloten zat in Reddy's voorraadkast komt het huis binnen en gijzelt Morgan. Graham herinnert zich de laatste woorden van Colleen en zegt tegen Merrill dat hij "er op los moet zwaaien" met zijn honkbalknuppel. De alien bespuit Morgan met giftig gas. Graham kan zijn getroffen zoon weghalen terwijl Merrill het wezen aanvalt. Hij ontdekt tijdens het gevecht dat de aliens gevoelig zijn voor water. Merrill verzwakt de alien geleidelijk door verschillende glazen water, achtergelaten door Bo door het hele huis, naar het wezen te gooien, en het uiteindelijk te doden als er water rechtstreeks op zijn hoofd valt. 
Buiten dient Graham de medicatie van Morgan toe, in het besef dat de vernauwde longen van zijn zoon hem ervan weerhielden de gifstoffen in te ademen; een daad die Graham toeschrijft aan de tussenkomst van een hogere macht.
Maanden later is de familie Hess hersteld van de beproeving en keert Graham terug naar de kerk.

## Rolverdeling
- Mel Gibson - Graham Hess
- Joaquin Phoenix - Merrill Hess
- Rory Culkin - Morgan Hess
- Abigail Breslin - Bo Hess
- M. Night Shyamalan - Ray Reddy
- Cherry Jones - Officier Paski
- Ted Sutton - Cunningham
- Patricia Kalember - Colleen Hess
- Merritt Wever - Tracey Abernathy, apothekeres
- Lanny Flaherty - Mr. Nathan